# 安達昭雄
安達 昭雄（あだち あきお、1930年12月19日 - ）は、日本の翻訳家。
京都府出身。京都学芸大学卒。筆名に安達 明穂。

## 著書
- 『死の名残り』（安達明穂名義、鳥影社・星雲社(発売)） 1998

## 翻訳
- 『アルベール・カミュ』（フィリップ・ソディ、紀伊国屋書店、現代文芸評論叢書） 1968
- 『殺人容疑』（エドガー・スミス、角川文庫） 1971
- 『夏の夜明けを抱け』（ダン・ウェイクフィールド、角川文庫） 1971
- 『愛の化石』（L・ウォイウッディ、角川文庫） 1972
- 『動物と子供たちの詩』（グレドン・スワースアウト、角川書店） 1972
- 『ビートルズと歌った女』（ロバート・ヘメンウエイ、角川文庫） 1972
- 『赤ちゃんよ永遠に』（マックス・エーリッヒ、角川文庫） 1973 - 同題映画のノベライゼーション。
- 『失われた地平線』（ジェイムズ・ヒルトン、角川文庫） 1973
- 『サンタマリア特命隊』（ジェイムズ・グレーアム、角川文庫） 1973
  - 『サンタマリア特命隊』（ジャック・ヒギンズ (ジェイムズ・グレアム)、河出文庫） 1985
- 『ふとった町』（レオナード・ガードナー、角川文庫） 1973
- 『心の旅路』（ジェイムズ・ヒルトン、角川文庫） 1974
- 『遥かなる星』（ヤン・デ・ハートック、角川文庫） 1974
- 『ローマに死す』（ロバート・カーツ、角川文庫） 1974
- 『愛の休日』（レイチェル・マダックス、角川文庫） 1975
- 『少年の日』（ピーター・ヴァーテル、角川文庫） 1975
- 『海底旅行』（ルイス・ウォルフ、角川文庫） 1977
- 『氷菓子の頭痛』（ジェイムズ・ジョーンズ、角川文庫） 1978
- 『子供たちの時間』（レアド・ケイニーグ, ピーター・L・ディクスン、角川文庫） 1978
- 『動物と子供たちの詩』（グレンドン・スワースアウト、講談社、世界動物文学全集） 1979
- 『テキサスぽんこつ部隊』（グレンドン・スウォーサウト、角川書店、海外ベストセラー・シリーズ） 1980
- 『勇者たちの島』（ジェイムズ・グレアム、角川文庫） 1981
- 『トワイライトゾーン 超次元の体験』（ロバート・ブロック、角川書店） 1983/8 - 同題映画のノベライゼーション。
- 『トワイライトゾーン』（ロバート・ブロック、角川文庫） 1983/12 - 上記作品の同年中の文庫化
- 『逢う時はいつも他人』（エヴァン・ハンター、角川文庫） 1984
- 『他人の墓』（アリソン・スミス、サンケイ文庫） 1986
- 『ラス・カナイの要塞』（ジェームズ・グレアム、角川文庫） 1986
- 『暴虐の大湿原』（ジェームズ・グレアム、角川文庫） 1987
- 『ビッグ』（B・B・ヒラー, ニール・W・ヒラー、角川文庫） 1988
- 『ブロブ』（デイヴィッド・ビショフ、角川文庫） 1988
- 『ファーザーズの掟』（D・W・スミス、扶桑社ミステリー） 1990
- 『ミクロキッズ』（エリザベス・ファウチャー、角川文庫） 1990